# Ichthyoxenus puhi
Ichthyoxenus puhi là một loài chân đều trong họ Cymothoidae. Loài này được Bowman miêu tả khoa học năm 1962.